# Estación de Flawinne
La estación de Flawinne es una estación de tren belga situada en Flawinne, en la ciudad de Namur, en la provincia de Namur, región Valona.
Pertenece a la línea  de S-Trein Charleroi.

## Situación ferroviaria
La estación se encuentra en la línea 130 (Namur-Charleroi).

## Intermodalidad
No posee conexiones con otros medios de transporte.